# 中島本線料金所
中島本線料金所（なかじまほんせんりょうきんじょ）は、大阪府大阪市西淀川区中島の海上にあった阪神高速道路5号湾岸線の本線料金所である。天保山方面のみに設置されていた。鳴尾浜出入口並びに尼崎末広出入口の入口料金所設置に伴い2022年2月27日をもって運用を終了した。跡地には中島PA（泉佐野方面）が2025年2月26日に供用開始された。

## 道路
- 阪神高速5号湾岸線

## 料金所

### 天保山・南港方面
- レーン数：7
  - ETC専用・兼用：5
  - 一般：2

## 隣
阪神高速5号湾岸線
(5-03) 湾岸舞洲出入口 - 中島TB（廃止） - (5-04,5-05) 中島出入口